# Calodendrum capense
Calodendrum capense là một loài thực vật có hoa trong họ Cửu lý hương. Loài này được (L.f.) Thunb. mô tả khoa học đầu tiên năm 1782.

## Hình ảnh

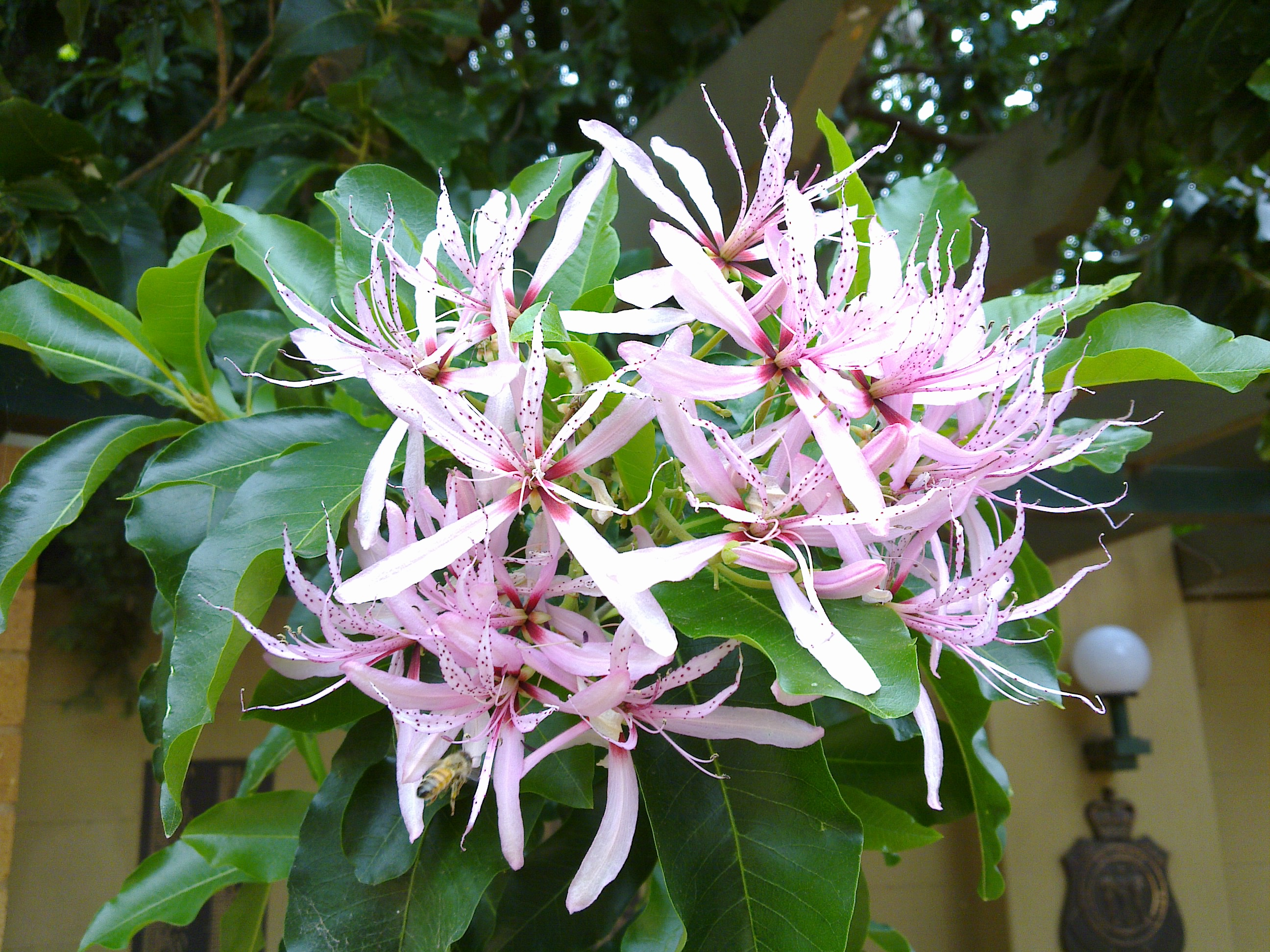
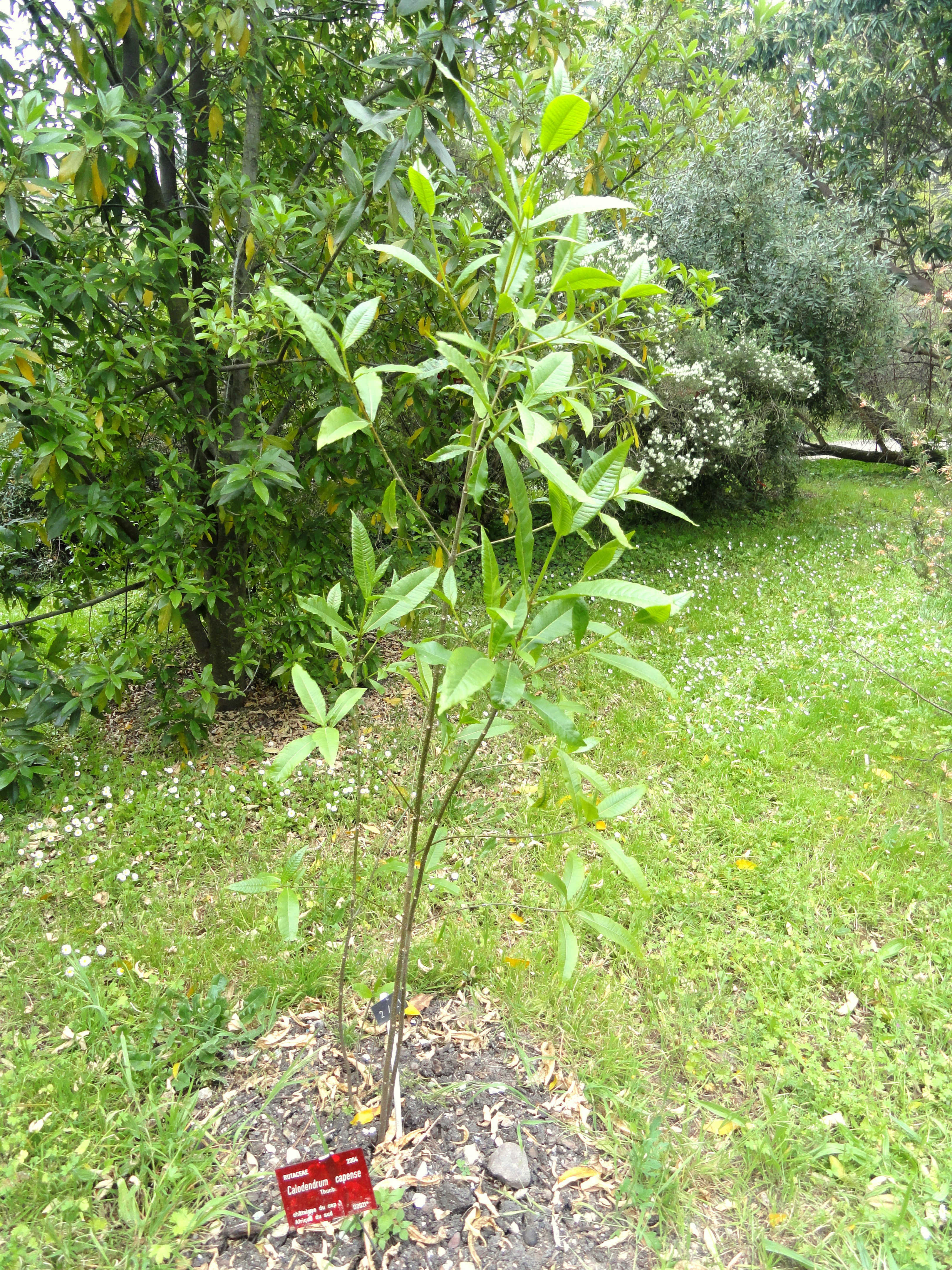
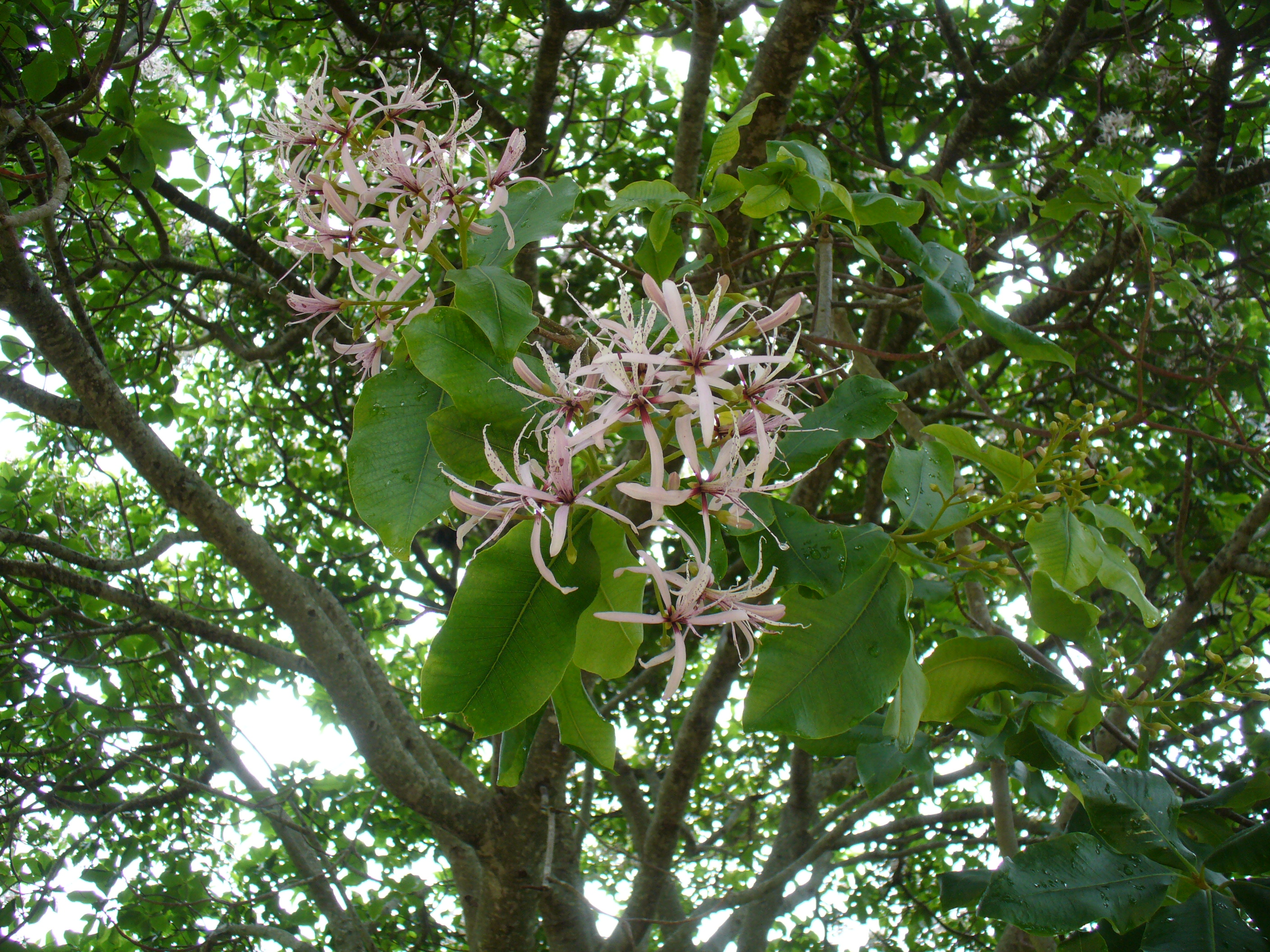
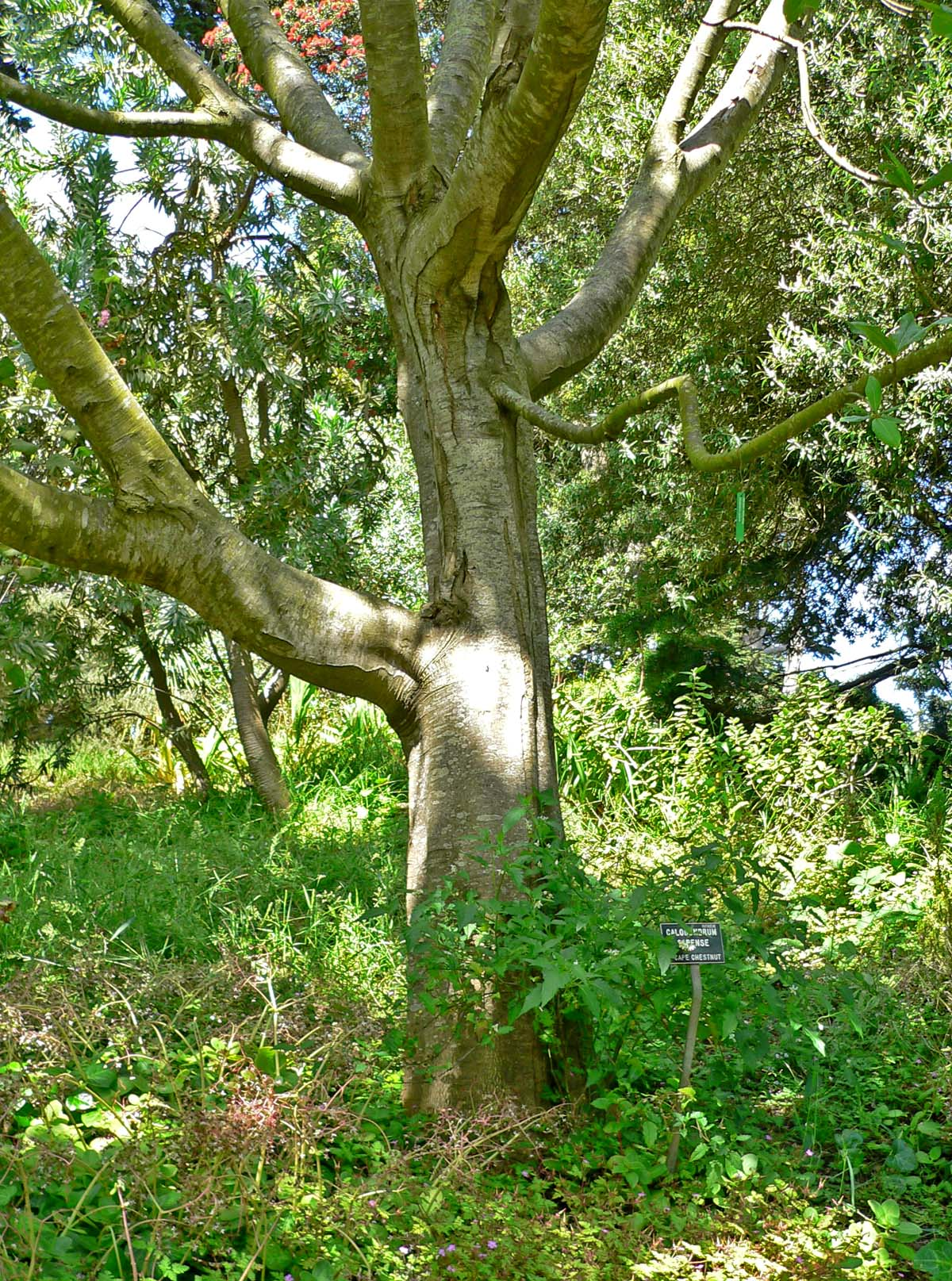